# Moderne
Moderne var ett synth/elektroniskt band bestående av Gérard Lévy, Thierry Teyssou, Bernard Guimond och Dominique Marchetti. Det bildades i Tours, Frankrike, och var aktivt mellan åren 1979 och 1981.Bandets två album spelades in i Tours men mixades av Joschko Rudas och Henning Schmitz i en studio i Düsseldorf. Några av deras mer kändare låtar är: Indicatif, Switch On Bach, Vers L'Est, Dilemma och Rock'n Roll Stars.

## Biografi

### Tidigare Karriär (1975-1980)
Moderne skapades ursprungligen av Gérard Lévy och Thierry Teyssou. De skapade bandet Rouge Baiser som mest spelade rockmusik.
| ”                 | So we had a group called “Rouge Baiser”, and we played Rock. We had a fairly progressive view on Rock and were signed by RCA. We made a single but it was never released. We noticed, me [Thierry Teyssou] and Gérard [Gérard Lévy], that after Rouge Baiser we needed to get rid of the musicians and bring in the machines. It was also the time where we discovered Kraftwerk and we were very impressed. Culturally and mentally it got us, it stuck to us. | „ |
| – Thierry Teyssou | |   |

### Moderne(1980-1981)
1980 släpptes deras första studioalbum Moderne, med singeln Indicatif/Vers L'Est.
Den före detta Kraftwerk medlemmen Karl Bartos hade lyssnat på några av Modernes låtar 1980 och var intresserad av att göra några låtar med Moderne, men det blev aldrig av.
| ”                 | So this was in 1980. We went to Düsseldorf a first time, they listen, call Karl Bartos and tell him there are some interesting “types” here and that he needs to come over and meet them. Karl Bartos replied he prefers to hear a recording. So we sent him a copy. Bartos then answered he was interested in producing us as Rudas thought there was more work to the first version. But working with Bartos never happened. Maybe for internal reasons at KW. Maybe KW didn’t want one if his members to produce another band. | „ |
| – Thierry Teyssou | |   |

### L'Espionne Aimait La Musique(1980-1981)
1981 släpptes deras andra studioalbum L'Espionne Aimait La Musique, med singeln Switch On Bach. Moderne splittrades senare upp av en oklar anledning.

### Moderne/L'Espionne Aimait La Musique(2009)
2009 gjordes en remastrad version av Modernes två album Moderne / L'Espionne Aimait La Musique där alla Modernes låtar fanns med.

## Diskografi

### Album
| År   | Album                        |
| ---- | ---------------------------- |
| 1980 | Moderne                      |
| 1981 | L'Espionne Aimait La Musique |

### Singlar
| År   | Singel                 |
| ---- | ---------------------- |
| 1980 | Indicatif / Vers L'Est |
| 1981 | Switch On Bach         |

### Samlingsalbum
| År   | Alum                                   |
| ---- | -------------------------------------- |
| 2009 | Moderne / L'Espionne Aimait La Musique |